# Gymnasium Winsen
Das Gymnasium Winsen als Teil des Schulzentrums Bürgerweide befindet sich in Winsen (Luhe) in Niedersachsen. 95 Lehrkräfte unterrichten von der fünften Klasse bis zum Abitur etwa 970 Schüler aus Winsen und der Umgebung. Als Europaschule und Anbieter von ERASMUS+ gibt es am Gymnasium internationalen Austausch.

## Geschichte
Die Schule ist das älteste Gymnasium des Landkreises Harburg. Es wurde 1955 gegründet und erhielt 1970 das aktuelle Hauptgebäude in der Bürgerweide.
Im Jahr 1966 übernahm das Gymnasium Winsen eine Patenschaft für die ehemalige Friedrich-Wilhelm-Oberschule in Schloßberg und richtete einen Traditionsraum ein.
Das Gymnasium wurde im Jahr 2000 mit einem Computerraum ausgestattet. Mittlerweile wurden zwei weitere Computerräume ergänzt und die Klassenräume mit interaktiven Whiteboards ausgestattet.
Mit der Abschaffung der Orientierungsstufe in Niedersachsen zum 1. August 2004 wurden gleichzeitig drei Jahrgänge in den Klassen 5 bis 7 aufgenommen. Im selben Jahr wurde im Ortsteil Roydorf das zweite Gymnasium (später bekannt als Luhe-Gymnasium) der Stadt gegründet, zu dem viele Lehrer und Schüler wechselten.
2004 wurde die Bläserklasse eingerichtet.
Da die Räumlichkeiten nicht ausreichten, wurden für den Unterricht der Oberstufe jahrelang neben dem Hauptgebäude auch Schulcontainer auf dem Schulhof sowie ein Flügel der benachbarten Johann-Peter-Eckermann-Realschule, in der bis 2004 auch die Orientierungsstufe ansässig war, als Außenstelle genutzt. Zum Schuljahr 2016/17 wurde die Außenstelle aufgelöst. Zur Entlastung wurde im Herbst 2021 ein neues dreistöckiges Gebäude für die Oberstufe fertiggestellt und die Container entfernt. Dessen Baukosten beliefen sich auf circa 10,5 Millionen Euro. Das Schulgelände wurde im Rahmen des Neubaus umgebaut und um neue Klettergeräte erweitert.
Seit dem russischen Überfall auf die Ukraine 2022 hat das Gymnasium 25 ukrainische Schüler aufgenommen und integriert.

## Austauschprogramme
Das Gymnasium Winsen pflegt Partnerschaften mit folgenden Schulen im Ausland:
- Tsuruga-High-School, Tsuruga, Japan[9]
- Koshi-High-School, Fukui, Japan[9]
- Mihai Eminescu National College, Botosani, Rumänien[10]
- Lycée Polyvalent Estournelles Constant, La Flèche, Frankreich[11]

Es finden regelmäßig Schüleraustauschprogramme mit Partnerschulen statt.

## Besondere Angebote
Die Schule verfügt u. a. über folgende besondere Angebote:
- MINT-Klassen in den Jahrgängen 8–10
- Bilingualer Unterricht ab Jahrgang 8
- Sport- und Bläserklassen in den Jahrgängen 5–7
- Verschiedener Förderunterricht
- Das Nachhilfeprogramm „Schüler helfen Schülern“ (kurz ShS)[13]

## Kooperationen
Das Gymnasium Winsen unterhält enge Beziehungen zur Ernst-Reinstorf-Schule (ERS) in Marschacht. Beide Schulen schlossen 2021 einen Kooperationsvertrag. Ziel des Vertrages ist u. a., Schülern des gymnasialen Zweigs der Ernst-Reinstorf-Schule den Übergang zum Gymnasium ab der Oberstufe zu erleichtern.
Das Freizeitbad „Die Insel“, welches unmittelbar neben dem Gymnasium Winsen liegt, wird von der Schule für den Schwimmunterricht genutzt.

## Schulleitung
- Schulleiter: Jens Peter
- Ständiger Vertreter des Schulleiters: Dirk Benthack

## Bekannte Schüler
- Peter Waterhouse (* 1956), österreichischer Schriftsteller
- Uwe Feiler (* 1965), deutscher Politiker (CDU), MdB
- André Wiese (* 1975), deutscher Politiker (CDU), Bürgermeister von Winsen (Luhe)
- Jana Sussmann (* 1990), deutsche Leichtathletin